# CalculiX
CalculiX è un software free e open source per l'analisi e la simulazione degli elementi finiti; una applicazione che utilizza un formato dati in ingresso simile al software ABAQUS. Ha un solutore implicito ed esplicito (CCX) scritto da Guido Dhondt ed un pre e post processor (CGX) scritto da Klaus Wittig. In origine il software era scritto esclusivamente per il sistema operativo Linux. Convergent Mechanical Solutions ha effettuato il porting sul sistema operativo Windows.
Il componente pre-processore di Calculix può generare griglie dati per programmi di Fluidodinamica computazionale come ISAAC e OpenFOAM. Può altresì generare dati in input per programmi commerciali FEM- finite element method, (metodo agli elementi finiti), come Nastran, Ansys e Abaqus. Il pre-processore può inoltre generare griglie poligonali (mesh data) da file STL - (STereo Lithography interface format oppure Standard Triangulation Language).
Esiste una attiva comunità sul web che fornisce supporto e assistenza per mezzo dei gruppi di discussione su Yahoo!.
Convergent Mechanical Solutions fornisce altresì supporto per l'installazione per le sue estensioni di CalculiX per Windows.
Il pre- ed il post-processor è un tool interattivo di grafica 3D che usa le API (Application programming interface) openGL.
Il suo diretto concorrente open è Code Aster.